# لاله محمد باشا
لاله محمد باشا (بالتركية: Tekeli Lala Mehmed Paşa)‏ كان الصدر الأعظم للدولة العثمانية في الفترة ما بين 19 نوفمبر 1595 حتى 28 نوفمبر 1595. تُوفي في 28 نوفمبر 1595 بمدينة إسطنبول.